# Borjád (település)
Borjád (németül: Burjad, Barjad; horvátul: Borjat) község Baranya vármegyében, a Bólyi járásban.

## Fekvése
A megye délkeleti részén helyezkedik el, Mohács közelségében, Bólytól délnyugati irányban 6 kilométerre. A további szomszédos települések: észak felől Szederkény, délkelet felől Töttös, dél felől Villány és Pócsa, délnyugat felől Kisbudmér, nyugat felől Nagybudmér, északnyugat felől pedig Belvárdgyula.

### Megközelítése
Csak közúton érhető el, Bóly és Villány felől egyaránt az 5701-es úton. Utóbbiból a központjában ágazik ki nyugati irányban az 57 103-as számú mellékút, Kis- és Nagybudmér is csak ezen az útvonalon közelíthető meg.
Az ország távolabbi részei felől az M60-as autópályán vagy az 57-es főúton közelíthető meg, a sztrádáról Versendnél, a főútról pedig vagy szintén Versendnél, vagy Szajknál letérve.

## Népesség
A település népességének változása:
| Lakosok száma | 372  | 381  | 379  | 385  | 370  | 371  | 373  | 381  | 370  |
|               | 2013 | 2014 | 2015 | 2018 | 2019 | 2021 | 2022 | 2023 | 2024 |

A 2011-es népszámlálás során a lakosok 95,3%-a magyarnak, 23,9% németnek, 1% horvátnak mondta magát (4,7% nem nyilatkozott; a kettős identitások miatt a végösszeg nagyobb lehet 100%-nál). A vallási megoszlás a következő volt: római katolikus 59,5%, református 5,2%, evangélikus 20,5%, felekezeten kívüli 5,7% (7,3% nem nyilatkozott).
2022-ben a lakosság 93%-a vallotta magát magyarnak, 15,8% németnek, 1,1% románnak, 0,5% cigánynak, 0,3% horvátnak, 0,5% egyéb, nem hazai nemzetiségűnek (7% nem nyilatkozott; a kettős identitások miatt a végösszeg nagyobb lehet 100%-nál). Vallásuk szerint 43,4% volt római katolikus, 14,2% evangélikus, 8,3% református, 0,3% görög katolikus, 0,8% egyéb keresztény, 0,3% egyéb katolikus, 9,4% felekezeten kívüli (23,3% nem válaszolt).

## Története
A legelső írásos emlék 1311-ből maradt fenn Barlad, Barlaad formában, Borjádi Miklós nevében.
1330-ban egy oklevél szerint a borjádi nemesek tanúként szerepeltek. 1333-1335 között nevét a pápai tizedjegyzék is említette Boryad néven; 1333-ban papja 25 báni pápai tizedet fizetett, tehát ekkor már egyházas hely volt.
A feltételezések szerint a hajdan „színmagyar” község a pécsi püspökség birtoka volt. Magyar voltát egy a török uralom időszakából, 1571-ből fennmaradt adóösszeírás is megerősíti. Lakosságát azonban alaposan megtizedelte a török, a mohácsi csata után Borjád is súlyos veszteségeket szenvedett el a rablások, gyújtogatások következményeként.
A török közigazgatás 1591-ben a baranyavári Náhi körzetéhez csatolta.
Néhány szomszédos faluval együtt 1597-ben Borjád is a Budán székelő Ürejsz pasa kezére került. A kiűzés utolsó harcaiban Batthyány II. Ádám táborozott 2000 fős seregével Borjádon, amelyet később vitézségéért a gróf uradalmába is kapott. Ebben az időszakban ortodox szerbek telepedtek meg a faluban, beköltözésükre ma a dűlőnevek - például Dola, Atica - is emlékeztetnek.
A 18. században katolikus németek érkeznek a faluba, nagyobb arányú betelepedésük a 19. század elejére tehető. Egyházközösségét 1770-ben alapították. Az elköltöző szerbek helyére fokozatosan települnek protestáns németek is, és ekkoriban kerül a Batthyány-uradalomtól – házasság révén – a Montenuovo családhoz a község. Gazdag mezőgazdasági és kézműves hagyomány tanúskodik a borjádiak szorgalmáról, munkaszeretetéről. A férfilakosságot a háborúk is megtizedelték, később a településpolitika is vétkes volt abban, hogy lakossága 860 főről 500-ra csökkenjen.
2001-ben lakosságának 13,6%-a német nemzetiségűnek vallotta magát.
2016-ban fölújították a helyi evangélikus templomot.

## Közélete

### Polgármesterei
- 1990–1994: Markovics Ernő (független)[10]
- 1994–1998: Markovics Ernő (független)[11]
- 1998–2002: Markovics Ernő (független)[12]
- 2002–2006: Markovics Ernő (független)[13]
- 2006–2010: Markovics Ernő (független)[14]
- 2010–2014: Schäffer Tibor János (független)[15]
- 2014–2019: Schäffer Tibor János (független)[16]
- 2019–2024: Schäffer Tibor János (független)[17]
- 2024– : Kiss Tamás (független)[1]

## Híres szülöttei
- Raffay Ernő történész, egyetemi tanár, konzervatív politikus

## Nevezetességei
- Evangélikus temploma – 1890-ben épült[18]
- Katolikus templom – épült 1927-ben

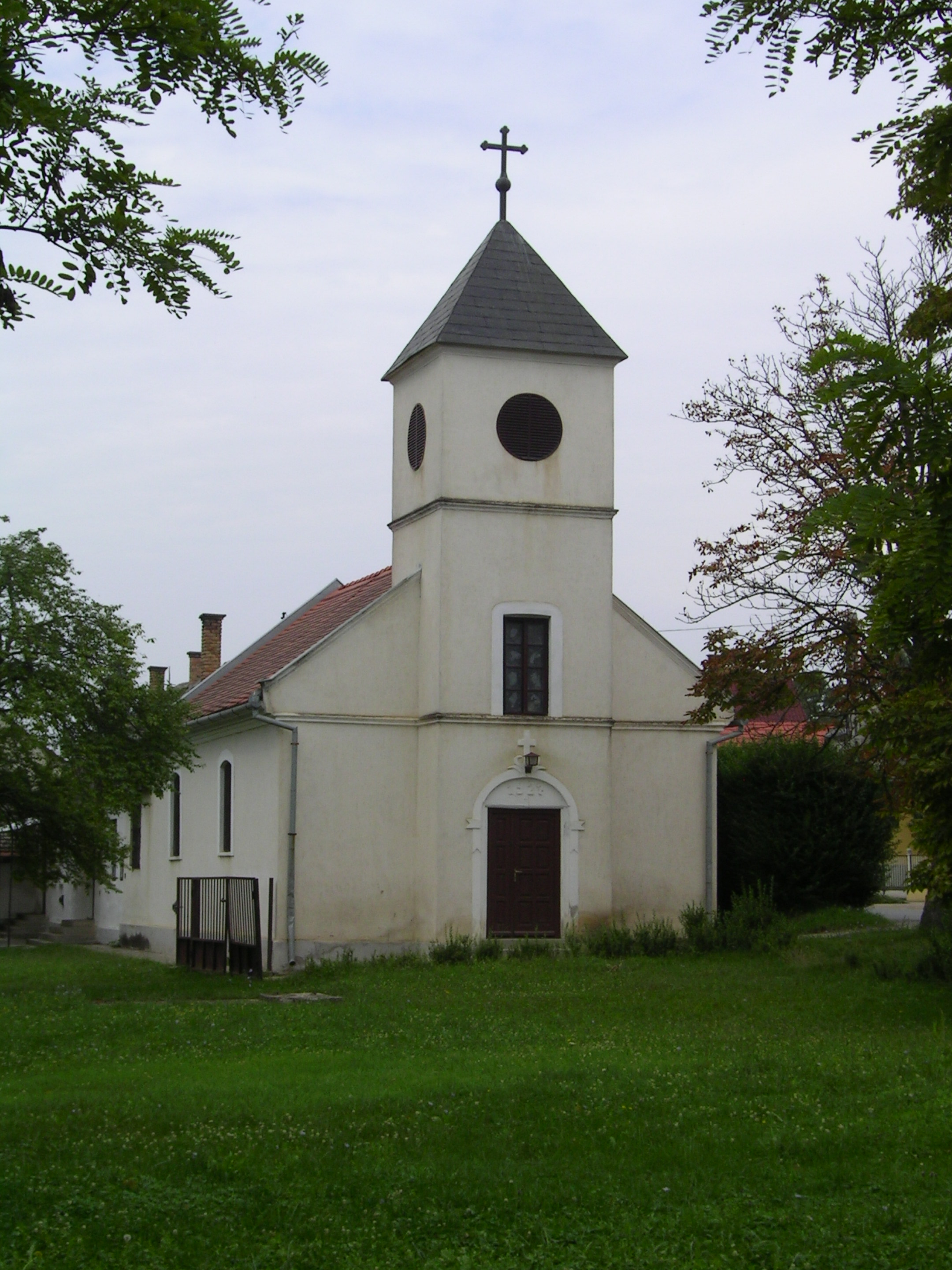
Katolikus templom
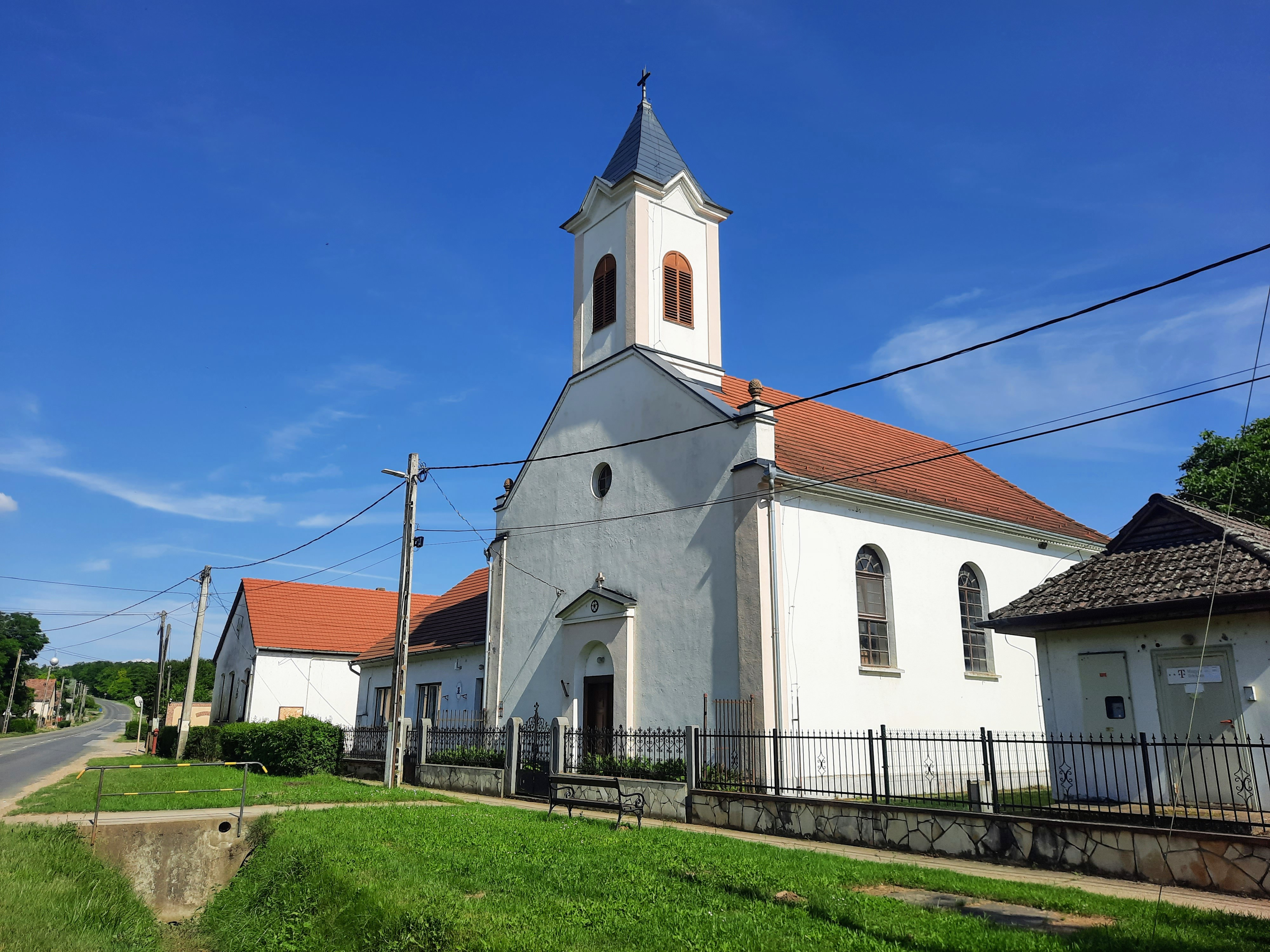
Borjád evangélikus templom